# Matrículas automovilísticas de Alemania

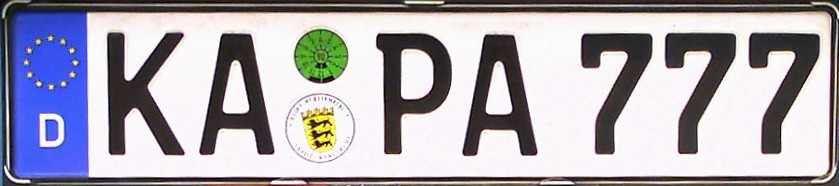
Ejemplo de matrícula actual en Alemania, con tipografía a prueba de modificaciones (FE-Schrift). (KA: Karlsruhe).

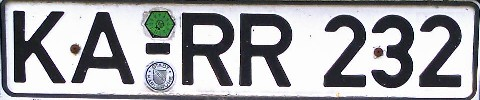
Matrícula anterior a 1994, en desuso por la facilidad de falsificación de la numeración. Algunos coches antiguos la conservan.

Las matrículas automovilísticas de Alemania (Kraftfahrzeugkennzeichen, también Nummernschild) son blancas con caracteres y borde negros. Actualmente son del formato común de la Unión Europea. Constan de una a tres letras que identifican el distrito (Kreis) donde está registrado el vehículo, una o dos letras de serie y entre uno y cuatro números (no se representan los ceros a la izquierda). Entre las letras de la ciudad y las de serie está el escudo del estado federado (Bundesland) y un círculo de color, con los doce meses del año, que indica la próxima revisión técnica (Hauptuntersuchung, equivalente a la ITV). El color de este círculo cambia según el año. El tamaño de la matrícula no es fijo, porque el ancho puede ser ajustado según la cantidad de caracteres, y la altura puede ser de una línea, usual en turismos, o dos, común en motos, camiones y otros. La numeración es asignada por el distrito a cada vehículo hasta que va al desguace, momento en que la matrícula queda libre y se puede asignar a otro. Por lo tanto, es relativamente difícil, si no imposible, que todos los números estén ocupados, y que las numeraciones se agoten.

## Sellos en matrículas
Las matrículas pueden presentar dos sellos: uno con el escudo del distrito donde se halla matriculado el vehículo, y otro que indica la fecha de la próxima revisión o Hauptuntersuchung. Este último sólo se encuentra en la placa trasera.

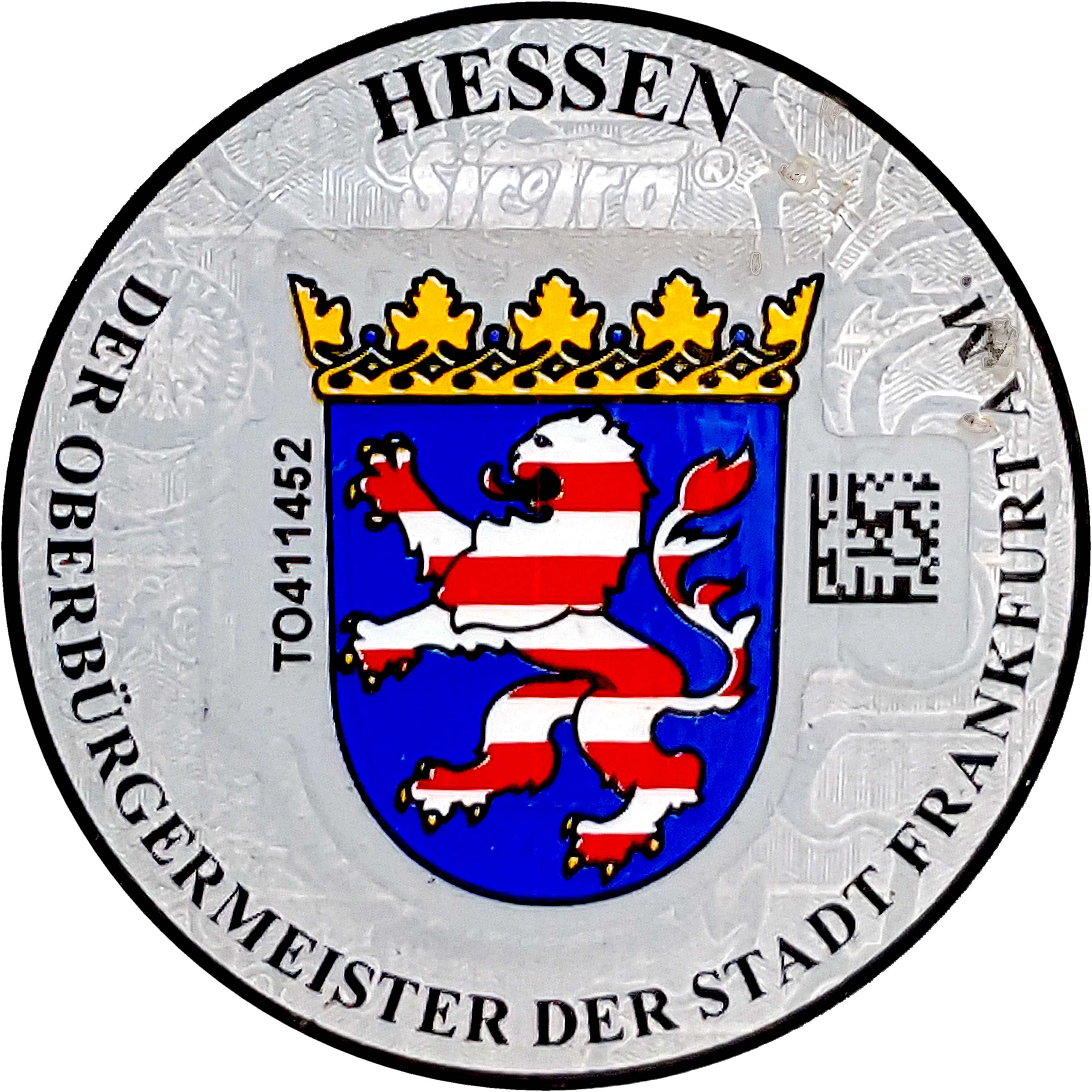
Sello de distrito en Fráncfort del Meno.

El sello del distrito actualmente incorpora medidas de seguridad como reflectividad o códigos (Datamatrix o similar) para evitar falsificaciones. Toda matrícula sin sello o con éste defectuoso es considerada nula.

Sello de revisión general, para diciembre de 2007.

El otro sello se ubica en la matrícula trasera, encima del distrito, y es necesario para demostrar que el vehículo ha pasado la Hauptuntersuchung y saber la fecha de la próxima emisión. Cambia de color según los años, para saber fácilmente la fecha de la próxima revisión.
Hasta 2010 existían dos sellos diferentes, uno en la matrícula delantera y otro en la matrícula trasera. El sello redondo (matrícula trasera) demuestra que el vehículo pasó la inspección técnica e indica la fecha para el próximo control técnico. El sello en forma de hexágono (matrícula delantera) indicaba que el vehículo había pasado el control de gases de combustión y lo había aprobado, así como la fecha para el próximo control de este tipo. Dado que este control se realiza actualmente en conjunto con la inspección técnica, ya no se aplican dichos sellos delanteros desde enero de 2010.

Sello del control de gases, en desuso desde 2010.

Las motos alemanas nunca llevan matrícula delantera y, por lo tanto, nunca contaron con este sello.
En el centro de estos sellos se encuentran las cifras de un año rodeado por 12 cifras indicando los doce meses del año. Para poder leer más fácilmente la fecha, los meses noviembre hasta enero están marcados de negro. El mes que forme un ángulo de 90 grados con la placa, es la fecha del próximo control técnico. Por lo general se llevan a cabo cada 2-3 años.
Colores del sello de revisión desde 1974
| Color    | Año  | Año  | Año  | Año  | Año  | Año  | Año  | Año  |
| -------- | ---- | ---- | ---- | ---- | ---- | ---- | ---- | ---- |
| Marrón   | 1974 | 1980 | 1986 | 1992 | 1998 | 2004 | 2010 | 2016 |
| Rosa     | 1975 | 1981 | 1987 | 1993 | 1999 | 2005 | 2011 | 2017 |
| Verde    | 1976 | 1982 | 1988 | 1994 | 2000 | 2006 | 2012 | 2018 |
| Naranja  | 1979 | 1983 | 1989 | 1995 | 2001 | 2007 | 2013 | 2019 |
| Azul     | 1978 | 1984 | 1990 | 1996 | 2002 | 2008 | 2014 |      |
| Amarillo | 1977 | 1985 | 1991 | 1997 | 2003 | 2009 | 2015 |      |

## Tipos de matrículas

### Servicios especiales (policía, bomberos,etc.)
Hasta 2007, estas eran similares a las de los vehículos normales, salvo por el hecho de que no tenían letras de serie y podían tener hasta 5 números. Los números, detrás de las letras del distrito, eran:
- Superior al gobierno local: 1–89, 1XX, 1XXX, 1XXXX
- Justicia: 9X, 9XXXX
- Gobierno local: 2XX, 2XXX, 2XXXX, 3XX, 6XX, 6XXX, 6XXXX
- Policía: 3XXX, 3XXXX, 7XXX, 7XXXX
- Protección civil: 8XXX, 8XXXX
- Consulados: 9XX, 9XXX
- Otros: 5XX, 5XXX, 5XXXX, 6XX, 7XX, 8XX, 9XXXX

A partir de 2007, salvo algunos distritos, ciertos vehículos (bomberos, taxis, ambulancias...) utilizan numeraciones similares a la ordinaria. Los restantes utilizan la combinación AAA Z-XXXX, donde A es el código del estado federado, Z un número que indica su división y X una combinación de números.

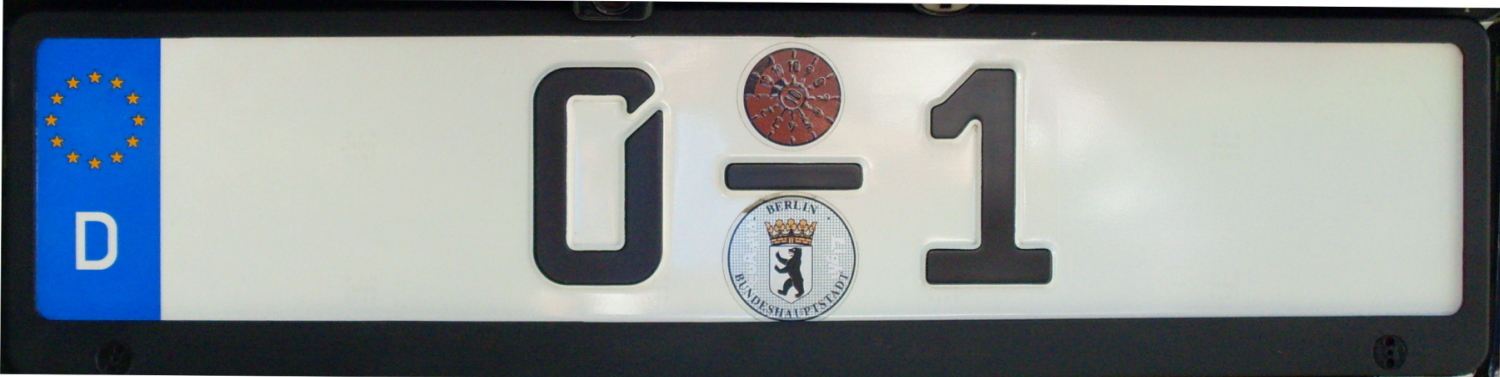
Matrícula del Presidente de la República.

| Código | Estado                         | Número | División                     |
| ------ | ------------------------------ | ------ | ---------------------------- |
| B      | Berlín                         | 1      | Gobierno estatal, parlamento |
| BBL    | Brandeburgo                    | 3      | Ministro-presidente          |
| BWL    | Baden-Wurtemberg               | 4      | Interior                     |
| BYL    | Baviera                        | 5      | Justicia                     |
| HB     | Bremen                         | 6      | Finanzas                     |
| HEL    | Hesse                          | 7      | Transportes                  |
| HH     | Hamburgo                       |        |                              |
| LSA    | Sajonia-Anhalt                 |        |                              |
| LSN    | Sajonia                        |        |                              |
| MVL    | Mecklemburgo- Pomerania Occid. |        |                              |
| NL     | Baja Sajonia                   |        |                              |
| NRW    | Renania del Norte- Westfalia   |        |                              |
| RPL    | Renania-Palatinado             |        |                              |
| SAL    | Sarre                          |        |                              |
| SH     | Schleswig-Holstein             |        |                              |
| THL    | Turingia                       |        |                              |

#### Gobierno federal
- Presidente de la República: 0-1
- Canciller: 0-2
- Ministro de Exteriores: 0-3
- Secretario de Estado de Exteriores: 0-4
- Presidente del Bundestag: 1-1

Los vehículos de servicio del Gobierno usan la combinación BD Z-..., donde Z es un número que indica su división.
| Número | División                           |
| ------ | ---------------------------------- |
| 1      | Bundestag                          |
| 3      | Bundesrat                          |
| 4      | Tribunal Constitucional            |
| 5      | Oficina Presidencial               |
| 6      | Cancillería/Oficina de Prensa      |
| 7      | Asuntos Exteriores                 |
| 9      | Interior                           |
| 10     | Justicia                           |
| 11     | Finanzas                           |
| 12     | Economía                           |
| 13     | Transportes                        |
| 14     | Agricultura                        |
| 15     | Asuntos Sociales                   |
| 16     | Aduanas                            |
| 18     | Defensa                            |
| 19     | Educación                          |
| 20     | Medio Ambiente                     |
| 21     | Familia, 3. Edad, Mujer y Juventud |
| 22     | Salud                              |
| 26     | Cooperación y Desarrollo           |

#### Organismos federales

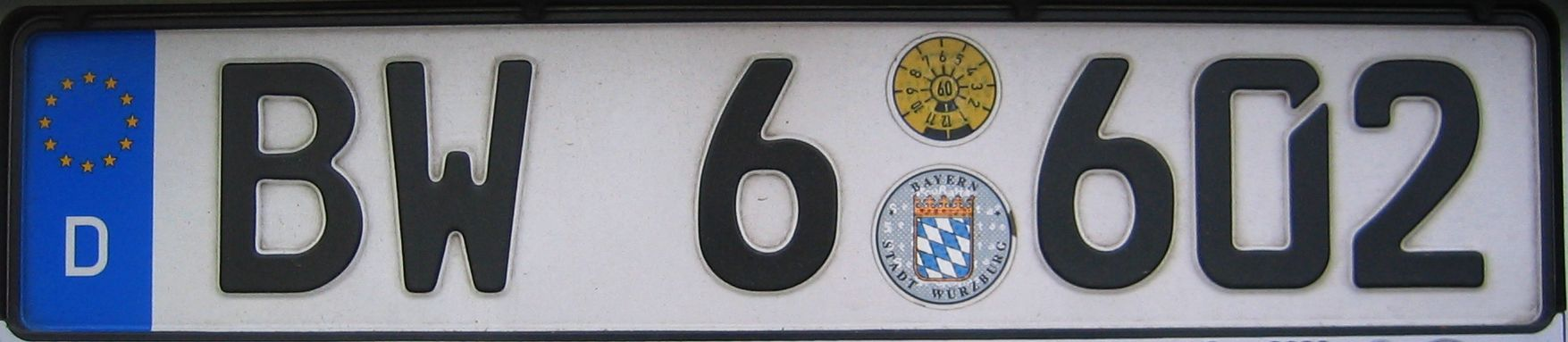
Navegación Marítima.

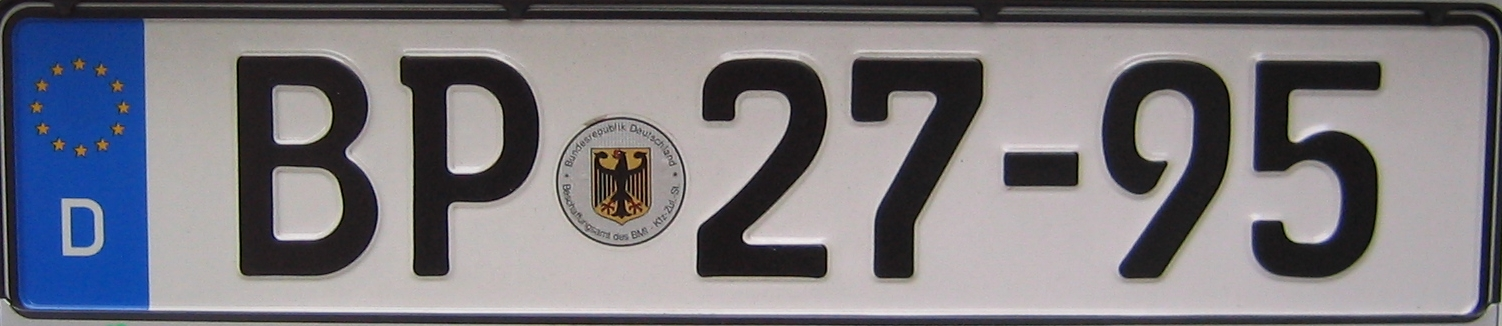
Policía Federal.

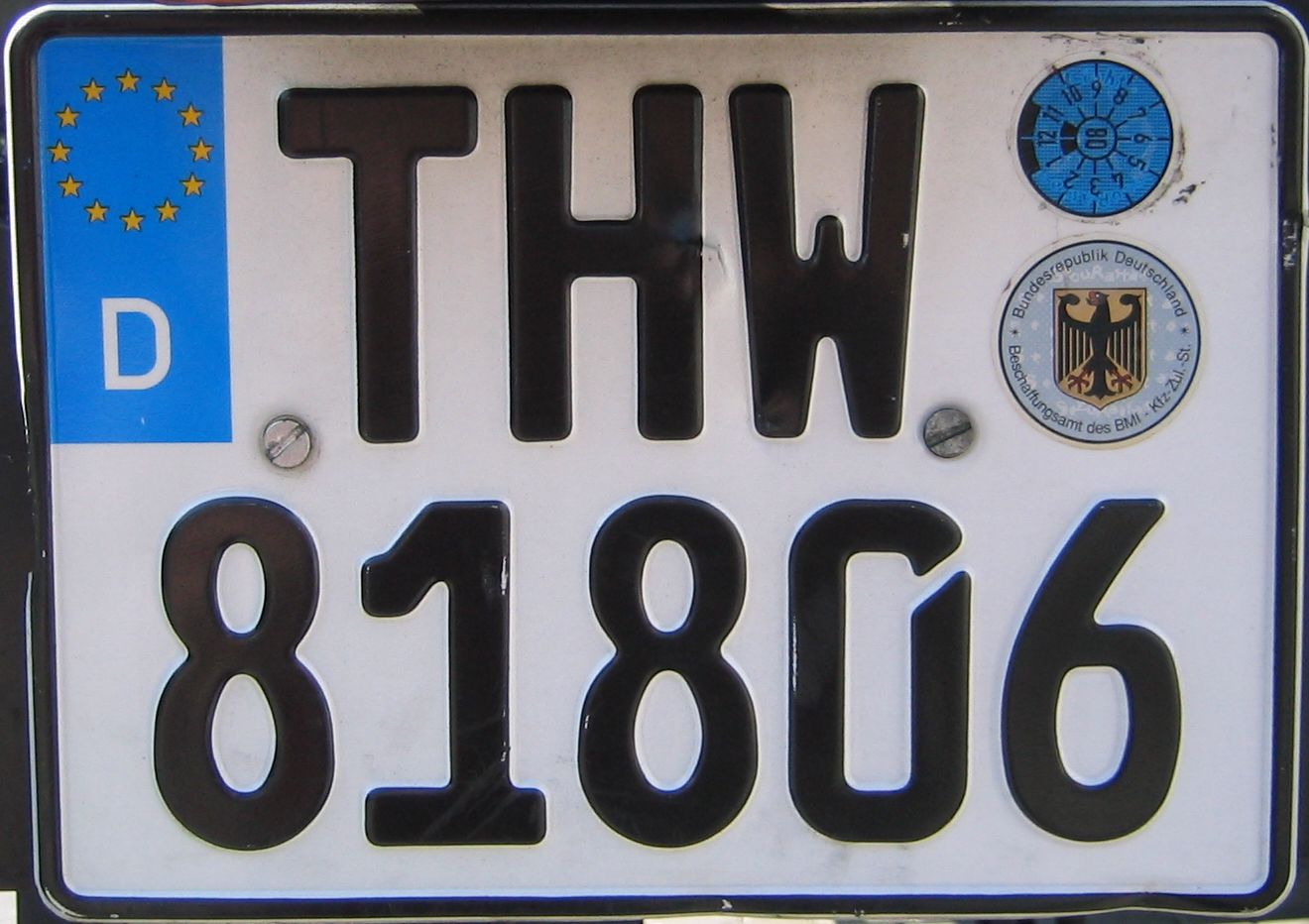
Protección civil y Ayuda técnica (Technisches Hilfswerk).

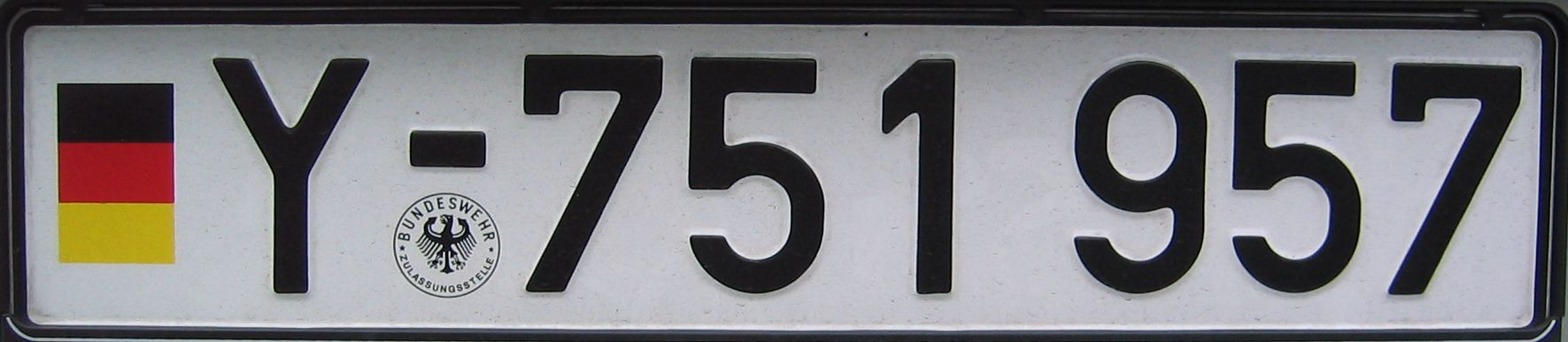
Ejército (Bundeswehr).

### Matrículas especiales
Es habitual la compra de vehículos en Alemania por su bajo coste y por ello, el KBA dispone de matrículas provisionales de distintos colores en función del año de expedición, y están pensadas para la importación de coches. Lo curioso de estas placas es que tienen fecha de caducidad, la cual viene indicada en la propia matrícula y una vez haya caducado no será legal circular con el vehículo en cuestión.